# Мікрофлора

Escherichia coli, представник мікрофлори травного тракту людини та тварин

Мікрофлора — сукупність мікроорганізмів, що містяться в певному більш-менш однорідному середовищі (ґрунт, повітря, організм людини, певні харчові продукти тощо). До складу мікрофлори можуть входити різні групи мікроорганізмів — бактерії, мікроскопічні гриби, актиноміцети, мікроскопічні водорості, найпростіші.

## Мікрофлора повітря
Мікрофлора повітря має не дуже різноманітний видовий склад, оскільки повітря є несприятливим середовищем для життя мікроорганізмів. Мікроорганізми підіймаються в повітря з пилом, тому їх кількість прямо пропорційна забрудненості повітря пилом. Крім того, чисельність мікроорганізмів залежить від пори року, влітку їх приблизно у 2 рази більше, ніж взимку. Опади сприяють звільненню повітря від пилу, завдяки чому зменшується забрудненість мікроорганізмами. Повітря великих міст більш забруднене, ніж повітря у сільській місцевості. Саме чисте повітря знаходиться над поверхнею океанів, а також над хвойними лісами, де бактерії гинуть від фітонцидів, що виділяють дерева. Крім того, дуже чисте повітря над Арктикою та Антарктикою.
Для визначення кількості бактерій у певному об'ємі повітря використовують метод Кротова: пропускання повітря через спеціальний пристрій (апарат Кротова), в якому бактерії затримуються на твердому поживному середовищі, при цьому точно вимірюється кількість літрів використаного повітря. Якісний склад мікрофлори повітря вивчається за допомогою методу Коха: експозиція чашок Петрі з елективним поживним середовищем протягом деякого часу, в приміщенні, що досліджується. Мікрофлора повітря зазвичай представлена сапрофітними коками, спорами грибів, пігментоутворюючими бактеріями.

## Мікрофлора води

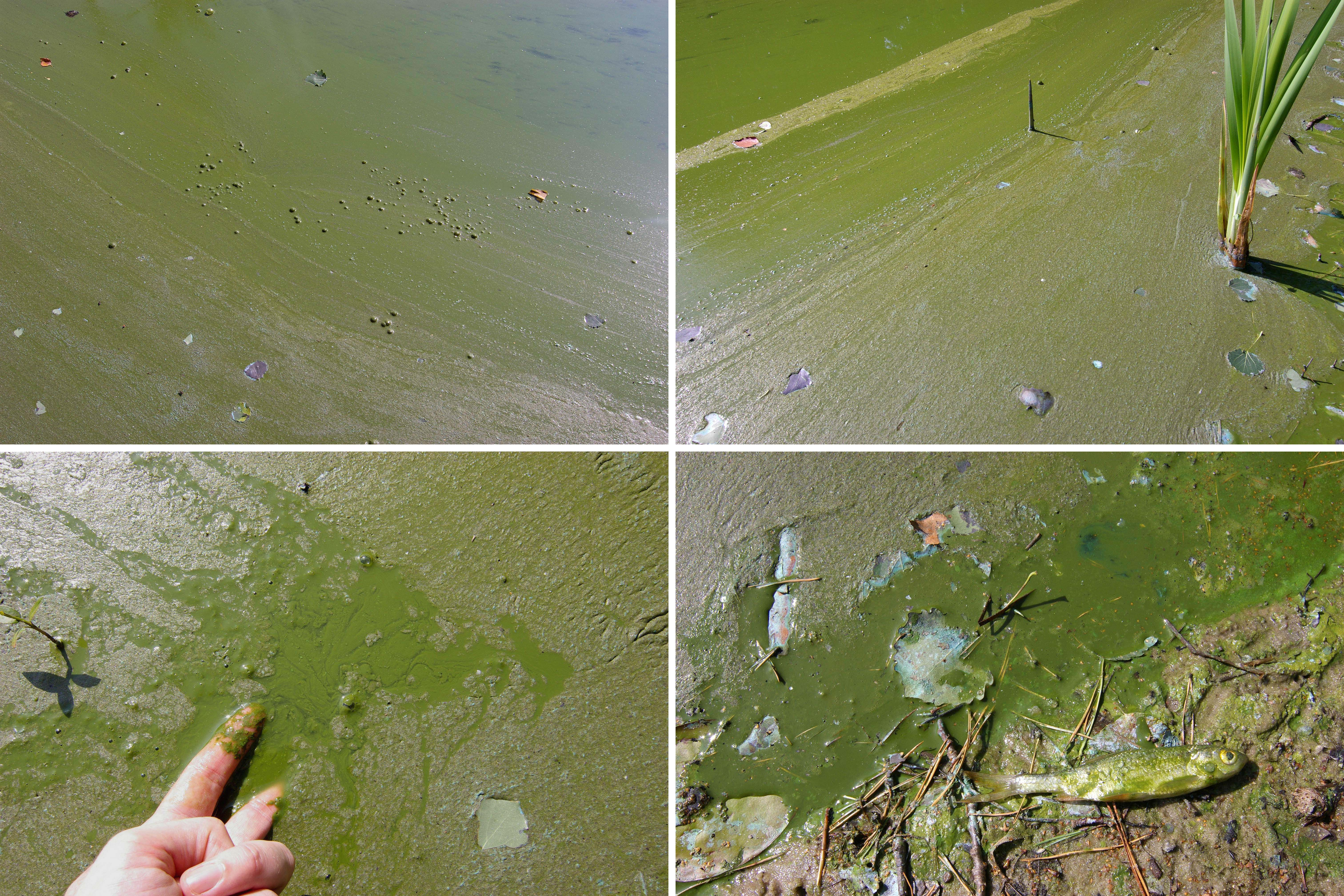
Цвітіння води викликане розвитком ціанобактерій

Водойми містять велику кількість мікроорганізмів: чисті водойми десятки та сотні тисяч, забруднені — мільйони та мільярди клітин в 1 м³. Також кількість залежить від пори року (влітку у водоймах дуже зростає кількість мікроскопічних водоростей та ціанобактерій, які можуть викликати цвітіння води). Мікроорганізми нерівномірно розподілені по водоймі, біля берегів їх більше, на глибині — менше. Серед них є види, що постійно мешкають у водоймах, а також ті, що потрапляють туди з опадами, стічними водами тощо. Мікрофлора представлена різноманітними групами мікроорганізмів — тут зустрічаються бактерії, мікроскопічні гриби, актиноміцети, водорості, найпростіші. Для кількісного та якісного аналізу води використовують дуже багато різноманітних мікробіологічних методів, у зв'язку з тим, що видовий склад мікрофлори дуже відрізняється залежно від характеру водойми, глибини, ступеню забруднення тощо.
Дуже важливим показником є наявність у воді бактерій кишкової групи (еталонний вид Escherichia coli) — це свідчить про фекальне забруднення води та становить небезпеку для людини. Метод оснований на тому, що Escherichia coli, яка зазвичай є представником кишкової мікрофлори не тільки не гине, але навіть здатна розмножуватись у зовнішньому середовищі, тому зберігається у водоймах досить тривалий час.

## Мікрофлора ґрунту

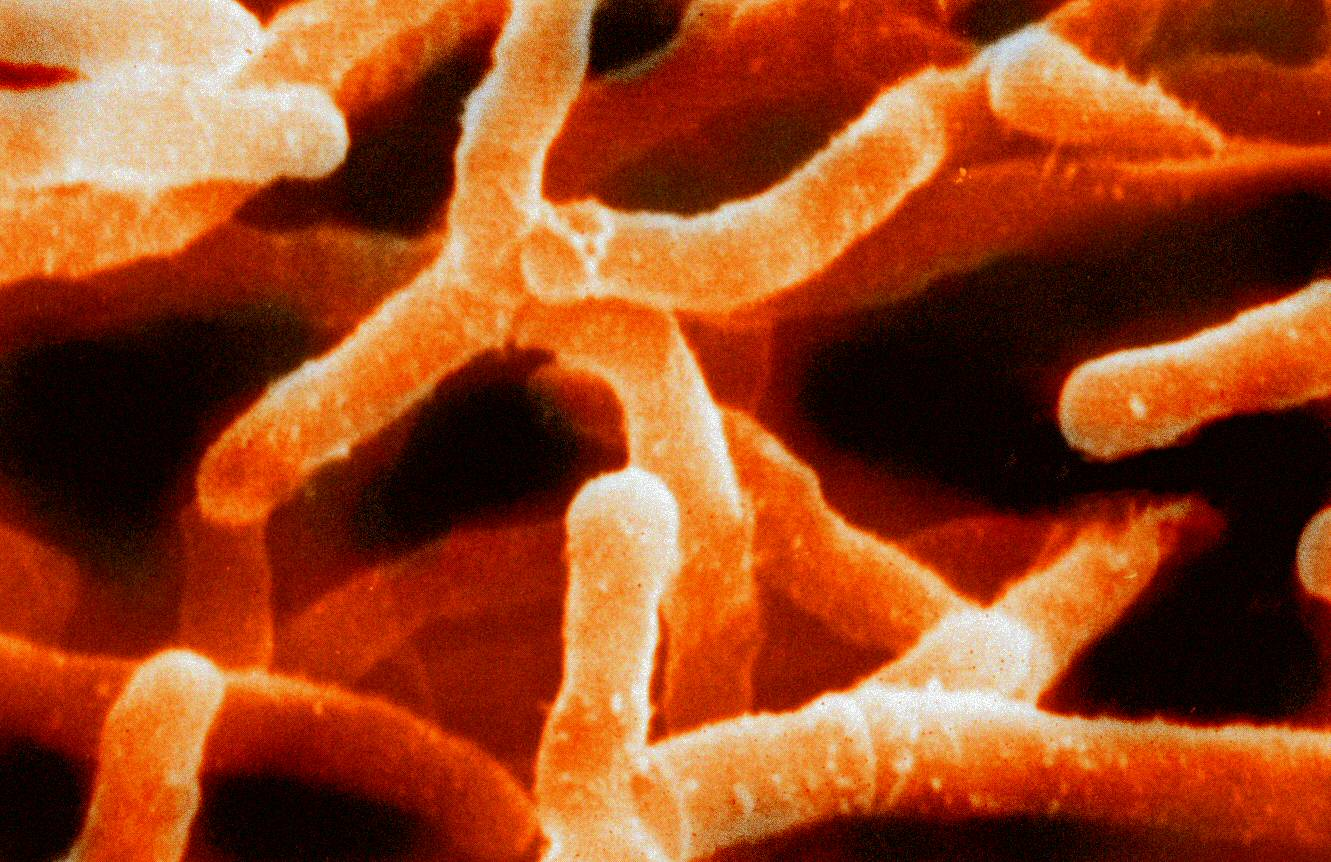
Актиноміцети — типові мешканці ґрунту

Ґрунт є середовищем існування більшості видів бактерій (як аеробних, так і анаеробних), крім того, тут зустрічаються гриби, актиноміцети, водорості, найпростіші. Кількість бактерій тут залежить від особливостей ґрунту, а також від хімічних та фізичних факторів, які на нього впливають. Поверхня ґрунту зазвичай несприятлива для життя мікроорганізмів внаслідок дії сонячних променів та висушування. Найбільша кількість мікроорганізмів зустрічається на глибині 5—15 см (до 108 в одному грамі). Нижче їх кількість зменшується, на глибині 1,5—5 м зустрічаються поодинокі клітини.
У ґрунті широко представлені сапрофітні види, які розкладають органічні рештки рослинного і тваринного походження, зустрічаються види, які живуть у симбіозі з рослинами (бактерії ризосфери) тощо. Мікрофлора ґрунту є останньою ланкою колообігу речовин у природі, вона здатна мінералізувати будь-які органічні рештки (крім винайдених людиною органічних речовин - ксенобіотиків). Крім того, мікроорганізми ґрунту грають велику роль у ґрунтоутворенні (сприяють гуміфікації органічних решток, фіксують атмосферний азот, руйнують мінерали гірських порід, перетворюючи їх на ґрунт). Крім бактерій в ґрунті перебуває велика кількість видів мікроскопічних грибів (сапрофітні види тут є нормальною мікрофлорою, паразитичні перебувають у вигляді спор). Сапрофітні види грають велику роль у розкладі деревини. Мікроскопічні водорості представлені понад 1000 видів та 5 відділами: діатомові водорості (Bacillariophyta), зелені водорості (Chlorophyta), синьо-зелені (Cyanophyta), жовто-зелені (Xanthophyta) та евгленові (Euglenophyta). Методи дослідження мікрофлори ґрунту дуже різноманітні та залежать від мети дослідження.

## Мікрофлора тварин та людини

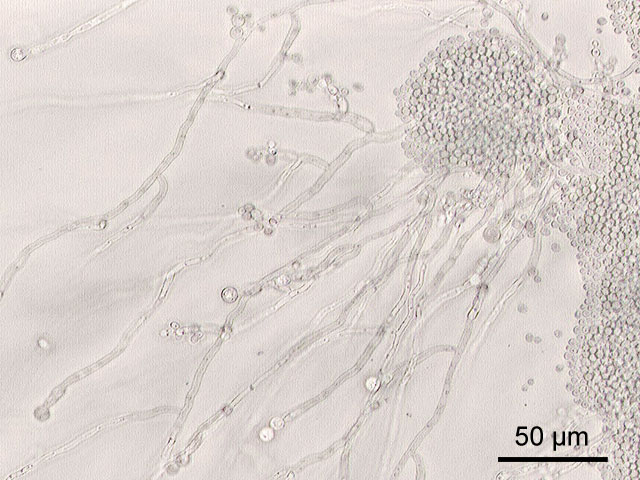
Candida albicans, представник мікрофлори сечостатевих шляхів

Деякі види мікроорганізмів постійно мешкають у тілі людини, їх називають нормальною мікрофлорою, інші знаходяться в організмі тимчасово, потрапляючи сюди з повітрям, водою та їжею. Представників нормальної мікрофлори поділяють на декілька груп: мікроорганізми травної системи, шкіри, сечостатевої системи та дихальних шляхів.

### Мікрофлора травної системи
Має наступний склад: в ротовій порожнині переважають аеробні коки, в шлунковому тракті — анаеробні паличкоподібні бактерії (загалом понад 260 видів, найбільша кількість за чисельністю — біфідобактерії), які сприяють перетравленню їжі, синтезують вітаміни та є фактором імунітету, пригнічуючи розвиток патогенних бактерій. Внаслідок вживання антибіотиків може суттєво скорочуватись кількість корисної мікрофлори внаслідок чого розвивається захворювання — дисбактеріоз.

### Мікрофлора шкіри
Мікрофлора шкіри представлена такими видами: Staphylococcus epidermidis, Micrococcus spp., Sarcina spp., коринеформні бактерії, Propionibacterium spp. Ці види є сапрофітами та не можуть викликати захворювань, якщо шкіра не пошкоджена. Вони захищають шкіру, пригнічуючи розвиток патогенних бактерій, які можуть сюди потрапляти. Але викликають неприємний запах шкіри.

### Мікрофлора дихальної системи
Представлена сапрофітними та патогенними видами, які містяться у носовій порожнині та носоглотці, в бронхах та легенях не зустрічаються: гемолітичний мікрокок, дифтероїди, стафілококи, гемолітичні стрептококи, менінгококи тощо. При нормальному імунітеті не викликають захворювань.

### Мікрофлора сечостатевих шляхів
Верхні відділи стерильні. В уретрі стрептококи, пептококи, коринебактерії, бактероїди, мікобактерії, Staphylococcus epidermis, дифтероїди. В зовнішніх відділах гриби роду Candida, Mycobacterium smegmatis, палички Додерлейна, Str. agalactiae.

## Виноски
1. ↑  [неавторитетне джерело](рос.)МИКРОФЛОРА ТЕЛА ЧЕЛОВЕКА. Архів оригіналу за 22 березня 2009. Процитовано 20 серпня 2009.
2. ↑  [неавторитетне джерело](рос.)Нормальная микрофлора кожи и верхних дыхательных путей. Архів оригіналу за 4 грудня 2012. Процитовано 20 серпня 2009.